# Casa Buzeta
La Casa Buzeta es una residencia urbana ubicada en la Avenida Libertador Bernardo O’Higgins 2136, en la comuna de Santiago, Chile. Fue diseñada por el arquitecto Luciano Kulczewski en 1926y finalizada en 1927. La obra está considerada entre las más importantes de Kulczewski, y representa una transición estilística en la carrera del arquitecto, combinando elementos del art déco y art nouveau, dentro de un formato funcional de edificio de rentas con usos mixtos.

## Historia
El encargo fue probablemente realizado por Elena Herazo de Buzeta, esposa de José Buzeta. El proyecto original contemplaba una gran residencia unifamiliar de dos pisos con terraza y jardín interior. Sin embargo, en su versión definitiva de 1927, Kulczewski reconfigura la obra como un edificio de tres niveles: el primero destinado a comercio y residencia menor, y los pisos superiores a viviendas independientes con acceso por un zaguán lateral.
La casa fue originalmente identificada en su plano con la dirección Delicias 2136, correspondiente al antiguo nombre de la avenida principal de Santiago, conocida hoy como Avenida Libertador Bernardo O’Higgins.
El plano fue aprobado el 8 de julio de 1927 y está firmado por el propio arquitecto en el plano sanitario N.º 59469 del Archivo Técnico de Aguas.

## Características arquitectónicas
La fachada presenta líneas sobrias con detalles ornamentales inspirados en el art déco y el art nouveau. Se destacan:
- Rejas artísticas de fierro forjado en balcones.
- Relieves florales curvilíneos sobre vanos.
- Juego volumétrico moderno que rompe con las convenciones neoclásicas.

El diseño interior gira en torno a un gran patio de luz, con circulación que permite la ventilación natural y privacidad de los espacios habitacionales.

## Estado de conservación
A pesar del paso del tiempo, la estructura principal de la Casa Buzeta se conserva y es visible desde la vereda sur de la Alameda. Varios elementos ornamentales originales han desaparecido, producto del abandono y movimientos sísmicos. La casa se distingue por su volumen único en un entorno predominantemente institucional y moderno.

### Protección patrimonial
En 2011, la Municipalidad de Santiago incorporó oficialmente el edificio dentro de su Catastro de Inmuebles de Conservación Histórica (Ficha N.º 729), reconociendo su valor arquitectónico, urbano y social. La ficha técnica lo describe como un inmueble de estilo ecléctico con elementos art decó, fachada asimétrica y trabajada en dos planos, tres pisos de altura y materialidad predominante de albañilería.
Según la información presentada en los documentos de conservación histórico, el edificio posee una superficie edificada de 1.170 m² sobre un terreno de 887 m². Su uso en 2011 era comercial en todos los niveles y el propietario registrado era la empresa Indumark Ltda. Se encuentra en buen estado de conservación y con pocas modificaciones respecto a su estado original.

## Valor patrimonial
La Casa Buzeta es considerada parte del legado arquitectónico de Luciano Kulczewski, y ha sido referenciada en investigaciones patrimoniales, tipográficas y urbanas. Destaca por sintetizar el espíritu modernizador de la arquitectura chilena de la década de 1920.
Además, ha sido incluida por el Colegio de Arquitectos de Chile y el Consejo de Monumentos Nacionales de Chile (CMN) entre las obras más relevantes del arquitecto. En 2021, el CMN destacó el edificio de Alameda 2136 junto a otras obras representativas como la sede del Colegio de Arquitectos, el Edificio Calpe y varios pasajes residenciales, reconociendo su valor patrimonial e histórico.